# Szczepan Jurzak
Szczepan Jurzak, ps. Grzegorz (ur. 26 grudnia 1900 w Pisarzowicach, zm. 29 września 1970 w Bielsku-Białej) – działacz socjalistyczny i komunistyczny, prezydent Bielska (1945–1949) i Gliwic (1949–1950), przewodniczący Prezydium Wojewódzkiej Rady Narodowej (WRN) w Opolu (1950–1953), Wrocławiu (1953–1954) i Zielonej Górze (1954–1956).

## Życiorys
Syn Franciszka, robotnika. Po ukończeniu w 1912 szkoły podstawowej został młodocianym robotnikiem budowlanym, później w fabryce w Bielsku-Białej. W latach 1920–1922 odbywał służbę wojskową w 1 pułku czołgów w Żurawicy. Od 1923 pracował w fabryce zapałek w Czechowicach. Od 1923 działał w Robotniczym Stowarzyszeniu Kulturalno-Oświatowym „Siła”. W 1926 wstąpił do PPS-Lewicy. Od 1927 był zatrudniony w fabryce kapsli „Mewa” w Bielsku, gdzie był delegatem robotniczym. Za lewicową działalność i udział w organizowaniu strajków został w 1928 zwolniony z pracy. Od 1928 był sanitariuszem w Kasie Chorych w Bielsku, w 1934 został zwolniony. Działał w Związku Pracowników Budowlanych i Pokrewnych, w którym w 1936 został sekretarzem Zarządu Okręgowego (ZO). Ławnik w Sądzie Pracy w Bielsku z ramienia PPS i członek Rady Gminnej w Komorowicach. Brał udział w „jednolitofrontowych” akcjach politycznych z KPP, do której wstąpił w 1936. Wziął udział w konferencji okręgowej PPS w 1938, od maja 1939 był w komitecie PPS dla Śląska Cieszyńskiego i Zaolzia.
Podczas okupacji nawiązał kontakt z byłymi KPP-owcami i był współtwórcą konspiracyjnej organizacji o nazwie Koło Przyjaciół ZSRR, która w 1942 przystąpiła do PPR. Od maja 1940 na przymusowych robotach w kopalni k. Bytomia, skąd po 3 miesiącach został zwolniony. Pracował w fabrykach w Bielsku i Bytomiu, gdzie współorganizował grupy sabotażowe. Wiosną 1942 został sekretarzem komórki PPR w Komorowicach, a w 1943 sekretarzem Bielskiego Podokręgu PPR. W 1944 uczestniczył w tworzeniu konspiracyjnych rad narodowych.
Od września 1944 przewodniczący Prezydium Powiatowej Rady Narodowej (PRN) w Bielsku. W lutym 1945 brał udział w organizowaniu Milicji Obywatelskiej, administracji samorządowej i państwowej na terenie powiatu i miasta Bielska-Białej, został mianowany prezydentem Bielska. W grudniu 1945 był delegatem na I Zjazd PPR. Od 1948 działał w PZPR. W październiku 1949 został prezydentem Gliwic. W latach 1950–1953 był przewodniczącym Prezydium WRN w Opolu, w latach 1953–1954 we Wrocławiu, a w latach 1954–1956 w Zielonej Górze. Od 1957 na emeryturze, członek plenum i egzekutywy Komitetu Miejskiego (KM) PZPR, w 1959 był delegatem na III Zjazd PZPR.
Zmarł 29 września 1970, pochowany na cmentarzu Parafii św. Mikołaja w Bielsku-Białej (sektor BIV grób nr 2719).

## Ordery i odznaczenia
- Order Sztandaru Pracy II klasy
- Krzyż Komandorski Orderu Odrodzenia Polski
- Order Krzyża Grunwaldu
- Złoty Krzyż Zasługi (18 stycznia 1946)[2]
- Srebrny Krzyż Zasługi